# Christo y Jeanne-Claude

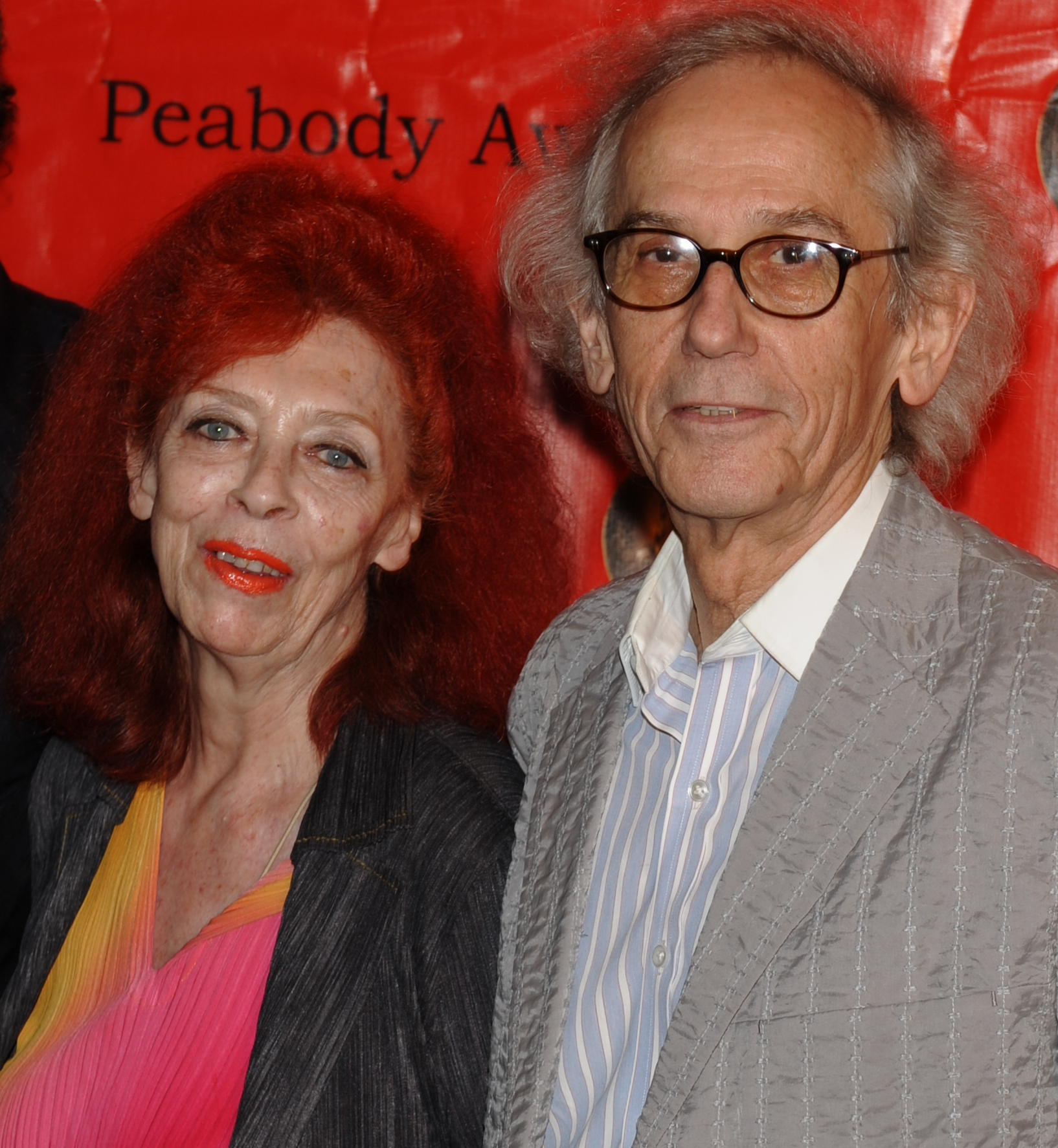
Jeanne-Claude y Christo en 2009.

Christo (Gabrovo, Bulgaria, 13 de junio de 1935 - Nueva York, Estados Unidos, 31 de mayo de 2020) y Jeanne-Claude (Casablanca, Marruecos, 13 de junio de 1935 - Nueva York, Estados Unidos, 18 de noviembre de 2009) conformaban un matrimonio de artistas que realizaban instalaciones artísticas ambientales, similares al Land Art.
Se caracterizan, principalmente, por utilizar tela para envolver gigantescos edificios o cubrir extensas áreas públicas.
Han realizado sus instalaciones en diferentes países: en el año 1995 forraron el edificio del Reichstag en Alemania y en 1985 cubrieron el Puente Nuevo en París. También construyeron una cortina de 39 kilómetros de largo, llamada "Running Fence", en la comuna francesa de Marin en 1973. Su trabajo más reciente fue "The Gates" (2005), el que consistió en instalar 7.503 marcos metálicos en el Central Park de Nueva York.

## Christo

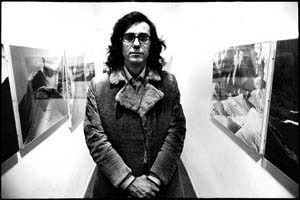
Christo joven.

La firma de Christo.

Christo Vladimirov Javacheff, el artista primordial y diseñador de los proyectos del dúo, (Gabrovo, el 13 de junio de 1935-Nueva York, 31 de mayo de 2020). Su padre, Vladimir Javacheff, era un científico, y su madre, Tsveta Dimitrova, era secretaria de la Academia de Bellas Artes de Sofía. Los artistas de la Academia que visitaban su familia observaron el talento artístico de Christo a una temprana edad.
Por parte de su padre, Christo es descendiente de un inmigrante alemán en Bulgaria. El bisabuelo de Christo, el alemán Friedrich Fischer, había inventado un sistema moderno para la producción masiva de rodamientos. Fischer envió a su hijo —el abuelo de Christo, Vitus Fischer— a Bulgaria para inaugurar la primera fábrica de rodamientos de Europa del Este. Luego al colapsar el proyecto (14 obreros búlgaros murieron en un accidente en la fábrica) y al ver que la policía local lo miraba con recelo, Vitus Fischer cambió su identidad a la de Dmitri Javacheff, nombre de uno de los trabajadores que fallecieron en el accidente. Con su nueva identificación, Vitus se reincorporó a la sociedad como un búlgaro común y corriente y comenzó a trabajar en un negocio de producción de leche. El nieto de Dmitri, Vladimir Javacheff, mostró las aptitudes tecnológicas de su abuelo y se convirtió en un científico académicamente exitoso en Bulgaria, aunque aún era pobre.
Christo se dio cuenta de sus orígenes alemanes en la década de los 1970 y, luego de un breve juicio en las cortes de la entonces Alemania Occidental, fue indemnizado con el 49% del patrimonio de Friedrich Fischer. Aunque esto haría de Christo un millonario, decidió vivir modestamente de una parte de lo que producía su obra artística, donando la mayoría de sus ingresos y toda su herencia a organizaciones de caridad.
En su juventud, Christo se interesó en el teatro y en las obras de Shakespeare. En 1953, fue admitido en la Academia de Bellas Artes, pero se desilusionó del estricto currículo impuesto por el Partido Socialista Búlgaro de la época. Estudió Arte en la academia de Sofía desde 1952 hasta 1956 y otro año más en Praga, Checoslovaquia. En 1957, Christo huyó del estado socialista escondiéndose en un camión que transportaba medicinas a Austria.
Christo pronto se instaló en Viena y se matriculó en la Academia de Bellas Artes de esa ciudad. Tras sólo un semestre allí, viajó a Ginebra y luego se mudó a París. Debido al viaje, perdió la ciudadanía y se convirtió en una persona apátrida. Su vida en París se caracterizó por la carencia económica y el aislamiento social, que fue incrementado por su dificultad para aprender el idioma francés. Ganó dinero pintando retratos, lo que comparó con la prostitución. Al visitar las galerías y museos de la ciudad, se inspiró en la obra de Joan Miró, Nicholas de Stael, Jackson Pollock, Jean Tinguely y principalmente en la de Jean Dubuffet.
En enero de 1958, Christo fabricó su primera pieza de "arte envuelto": cubrió un tarro de pintura vacío con un lienzo remojado en acrílico. Lo amarró y coloreó con pegamento, arena y pintura de automóvil. Un empresario alemán, llamado Dieter Rosenkranz, compró varias obras pequeñas "envueltas" por Christo. Fue a través de Rosenkranz que Christo conoció al artista francés Yves Klein y al filósofo, crítico e historiador del arte Pierre Restany.
Falleció a los ochenta y cuatro años el 31 de febrero de 2020 en Nueva York.

## Jeanne-Claude
Jeanne-Claude Denat de Guillebon nació el mismo día que Christo (13 de junio de 1935) en Casablanca, Marruecos. Su madre, Précilda, tenía 17 años cuando se casó con el padre de Jeanne-Claude, el mayor Léon Denat. Précilda y Léon se divorciaron poco tiempo después del nacimiento de Jeanne-Claude. Durante la Segunda Guerra Mundial, Jeanne-Claude vivió con la familia de su padre mientras su madre combatía en la Resistencia francesa. Después de finalizar la guerra en 1945, Précilda encontró a Jeanne-Claude emocionalmente perturbada y desnutrida.
En 1946, Précilda contrajo nupcias con el influyente general Jacques de Guillebon. La familia vivió en París desde 1945 hasta 1952, trasladándose a Túnez en 1952 y regresando a la capital francesa en 1957.
Jeanne-Claude falleció el 18 de noviembre de 2009 en Nueva York, a causa de un aneurisma. Tal como era su deseo, su cuerpo fue donado para investigaciones científicas.

## La pareja
Christo y Jeanne-Claude se conocieron en París en noviembre de 1958, cuando él fue el encargado de pintar un retrato de su madre, Précilda de Guillebon. Inicialmente, Christo se sintió atraído por la medio hermana de Jeanne-Claude, Joyce. Jeanne-Claude estaba comprometida con Philippe Plachon y se casó con él. Al poco tiempo de haberse casado, quedó embarazada, pero de Christo. Jeanne-Claude abandonó a su marido después de la luna de miel. El hijo de Christo y Jeanne-Claude, Cyril, nació el 11 de mayo de 1960. Los padres de Jeanne-Claude estaban molestos con la relación, particularmente por los humildes orígenes de Christo. A pesar de la adversidad, la pareja contrajo matrimonio el 28 de noviembre de 1962.
En 1959, Christo cambió su enfoque a los objetos envueltos. En vez de adornar el material envolvente con pegamento y arena, lo mantuvo intacto. Al año siguiente, dejó de pintar por completo y finalizó su serie Inventory.
En 1961, Christo envolvió barriles en el puerto fluvial alemán de Colonia. Este proyecto se convirtió en el primero donde Christo cubría objetos de gran tamaño. En 1962, la pareja enfrentó su primer proyecto monumental, Rideau de Fer (Cortina de Acero, en idioma francés). Sin advertirles a las autoridades y como una declaración en contra del Muro de Berlín, bloquearon con barriles de petróleo la Rue Visconti, una pequeña calle sobre el Río Sena. Jeanne-Claude persuadió a los policías, logrando que la obra artística permaneciera en el lugar durante algunas horas. Aunque Christo llevaba a cabo simultáneamente su primera exhibición en una galería, fue el proyecto Visconti el que lo dio a conocer en París.
En febrero de 1964, Christo y Jeanne-Claude llegaron a Nueva York. Después de un breve regreso a Europa, se establecieron en Estados Unidos en septiembre de ese año. Aunque eran pobres y con un deficiente manejo del idioma inglés, Christo expuso su trabajo en diversas galerías, incluyendo la Galería Leo Castelli en Nueva York y la Galería Schmela en Düsseldorf, Alemania. Christo comenzó a envolver vitrinas de tiendas. La venta de las vitrinas ayudó a financiar deudas y otros proyectos artísticos de la pareja. Su siguiente trabajo, un paquete de 1.200 m³, fue construido con la colaboración de estudiantes entusiastas. A comienzos de 1968, Christo y Jeanne-Claude abandonaron la Galería Leo Castelli para mantener su autonomía.

## Trabajos a gran escala

### Documenta 4
En 1968, Christo y Jeanne-Claude tuvieron la oportunidad de participar en Documenta 4 en Kassel, Alemania. En esta ocasión, la pareja quiso construir un tubo de 5.600 metros cúbicos que estaría suspendido por grúas y que sería visible a una distancia de 25 kilómetros. Los primeros intentos fallaron cuando la superficie de polietileno se dañó mientras era izada. Luego de repetidas reparaciones y usando las dos grúas más grandes de Europa, el proyecto finalmente se hizo realidad. El paquete tubular permaneció allí durante dos meses y tuvo un valor de $70.000 (dólares estadounidenses), suma difícil de reunir para Christo y Jeanne-Claude.

### Wrapped Coast (Costa Envuelta)
A finales de 1969, Jeanne-Claude y Christo envolvieron la costa de Little Bay en Sídney, Australia con la colaboración de 130 ayudantes que dedicaron 17.000 horas de trabajo. El proyecto necesitó 92.900 metros cuadrados de tela sintética y 56,3 km de soga. Luego de la resistencia inicial de las autoridades y el público, las reacciones fueron mayoritariamente positivas.

### Valley Curtain (Cortina del Valle)

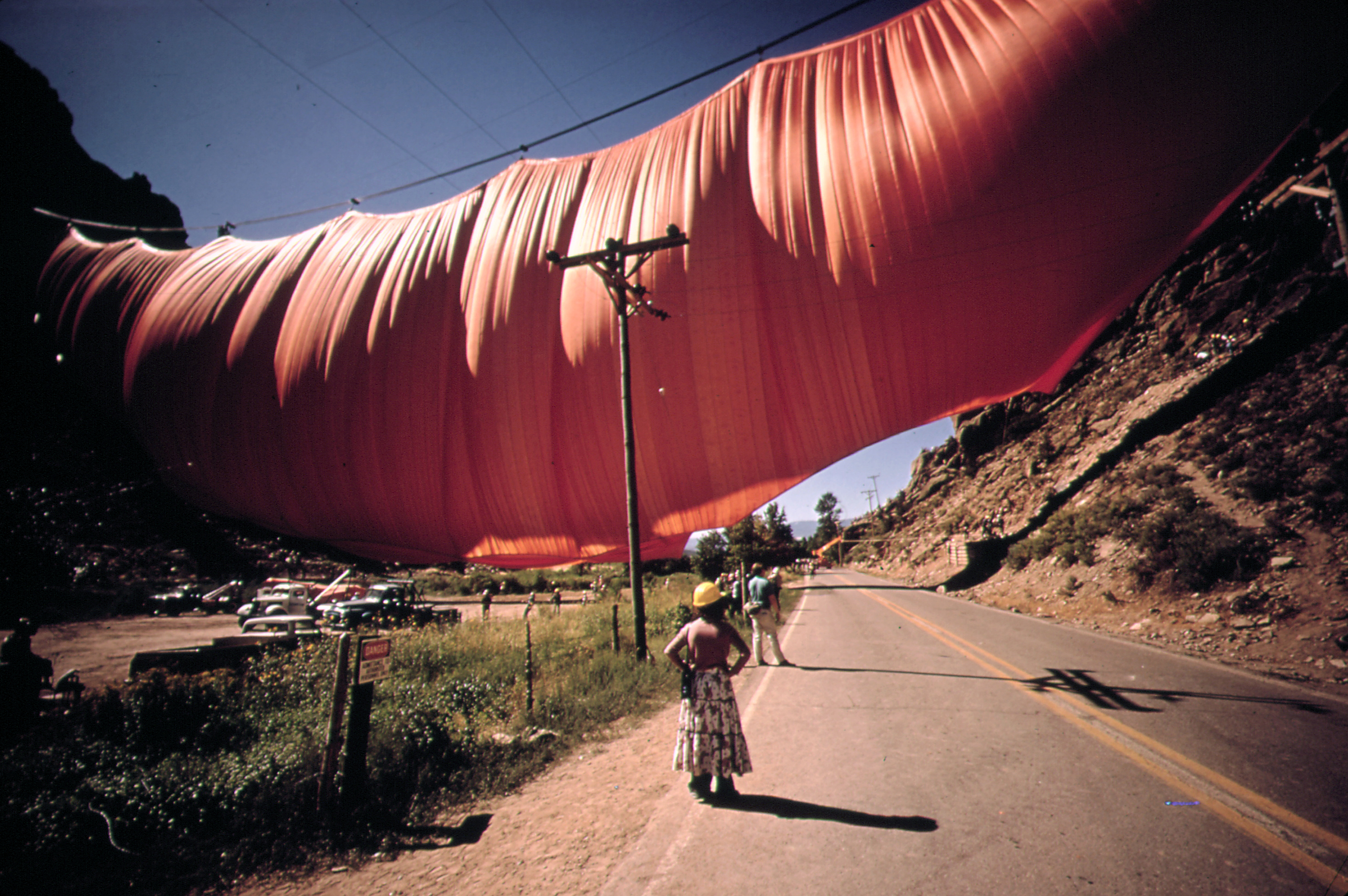
La cortina colgando en el Rifle Gap, Colorado.

A fines de 1970, Christo y Jeanne-Claude comenzaron a prepararse para el proyecto "Valley Curtain". Un paño de 400 m de largo sería estirado a través del Rifle Gap, un valle en las Montañas Rocosas, cerca de Rifle, Colorado. La realización de la obra fue complicada debido a los US$230.000 que debieron reunir y las protestas de algunos grupos ambientalistas. El proyecto requirió 14.000 m² de paño para ser colgado en un cable de acero, el cual estaba sujeto a barras metálicas fijadas en concreto en cada ladera. También fueron necesarias 200 toneladas de hormigón, que debieron ser transportadas a mano en cubos cuesta arriba.
El presupuesto aumentó a $400.000, causándole a Christo y a Jeanne-Claude problemas adicionales con la financiación. Finalmente, se vendieron suficientes piezas de arte para reunir el dinero. El 10 de octubre de 1971, la cortina anaranjada estaba lista para ser colgada, pero estaba rasgada debido al viento y las rocas. Mientras una segunda cortina era fabricada, Christo recibió la respuesta de un arquitecto de Berlín para poder envolver el edificio del Reichstag. El 10 de agosto del año siguiente, el segundo intento de colgar la cortina fue un éxito, aunque debió ser retirada 28 horas más tarde debido a la proximidad de una tormenta.

### Running Fence (Cerca Corredera)
En 1973, luego de 17 años como apátrida, Christo se convirtió en ciudadano estadounidense. Ese mismo año, comenzó a planear la obra "Running Fence": una cerca hecha con postes y cables de acero cubierta por un velo, que se extendía por el paisaje hasta el mar. La cerca medía 5,5 m de alto y 40 km de largo. Para el proyecto, trabajadores agrícolas debieron ser convencidos y el permiso de las autoridades tuvo que ser obtenido, por lo que Christo y su esposa contrataron a nueve abogados. A fines de 1974, Christo trazó el trayecto de la cerca con estacas de madera. El 19 de abril de 1976, el proyecto finalmente comenzó después de una extensa lucha contra la burocracia. Aproximadamente, 20 ha de nylon, 2.050 postes de acero y 145 km de cable de acero fueron necesarios. El 10 de septiembre de 1976 la obra estaba terminada. No obstante, Christo y Jeanne-Claude tuvieron que pagar una multa de $60.000 (dólares estadounidenses) por carecer del permiso de las autoridades.

### Wrapped Walk Ways (Pasarelas Envueltas)
En 1977, Christo y Jeanne-Claude estaban devolviendo préstamos y trataban de ahorrar el máximo de dinero. Sin embargo, continuaron planeando futuros proyectos. En noviembre de ese año, Christo se reunió con sus padres, viendo a su madre por primera vez luego de 20 años.
Con la obra "Wrapped Walk Ways", Christo y Jeanne-Claude cubrieron 4,5 kilómetros de pasarelas en el Parque Loose, ubicado en Kansas City, Misuri. El proyecto requirió 12.500 metros cuadrados de un brillante nylon de color amarillo azafrán. En octubre, los peatones difrutaron de la obra durante dos semanas. El costo del proyecto ascendió a $130.000 (dólares estadounidenses).

### Surrounded Islands (Islas Rodeadas)
La pareja planeó un proyecto basado en la idea de Jeanne-Claude de rodear once islas en la Bahía Vizcaína de Miami con 603.850 m² de polipropileno rosado. La obra fue finalizada el 4 de mayo de 1983 con la colaboración de 430 ayudantes y pudo ser contemplada durante dos semanas. Las islas fueron vigiladas día y noche por monitores en botes inflables.

### Pont Neuf
El 14 de marzo de 1984, Jeanne-Claude se convirtió en ciudadana estadounidense, sin embargo, mantuvo una doble nacionalidad y conservó el pasaporte francés. En agosto, la pareja obtuvo el permiso para cubrir el Puente Nuevo, tras nueve años de negociaciones con el alcalde de París, Jacques Chirac. Para envolver la estructura se necesitaron 40.000 metros cuadrados de tela poliamida color arena. El 22 de septiembre de 1985, el proyecto había finalizado. En las siguientes dos semanas, más de tres millones de personas visitaron la obra.

### Umbrellas (Paraguas)

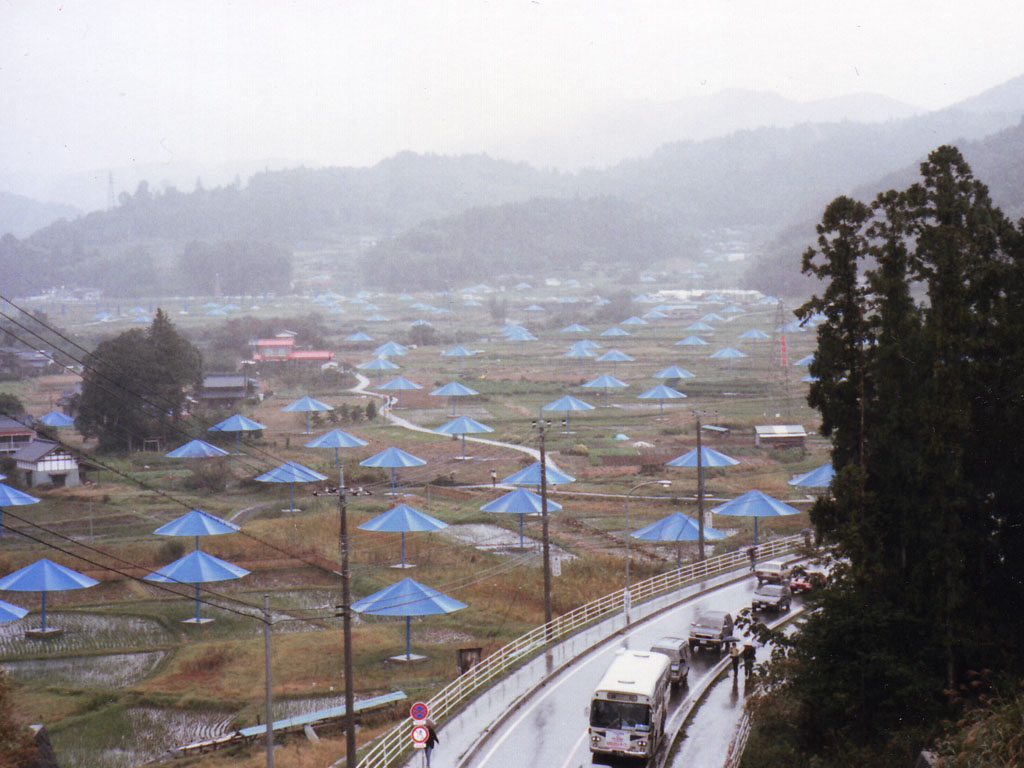
Las sombrillas azules instaladas en Ibaraki, Japón.

Christo y Jeanne-Claude prepararon su próximo trabajo, "Umbrellas". El plan consistía en instalar paraguas azules y amarillos en California e Ibaraki, Japón, al mismo tiempo.
En diciembre de 1990, las bases para las sombrillas fueron colocadas. Los pedestales de 8 dm de largo fueron anclados al piso con tensores de 1.500 kilopondios. En septiembre del año siguiente, los paraguas fueron llevados a sus lugares por 2.000 trabajadores. Para conservar el paisaje, las bases fueron transportadas a sus sitios con un helicóptero. El costo final del proyecto fue de $26 millones (dólares estadounidenses).
Los colores de las sombrillas fueron elegidos con el objetivo de complementar el paisaje donde fueran instaladas: el amarillo debía acentuar la hierba color ámbar presente en las colinas de Southern California y el azul debía realzar el exuberante follaje que rodeaba un río de Japón.
El 7 de septiembre de 1991, estaban instalados 1.340 paraguas azules en Ibaraki y 1.760 paraguas amarillos en el Tejón Ranch de California. La exhibición comenzó el 9 de octubre. Un total de 3 millones de personas visitaron las sombrillas, cada una de las cuales medía 6 m de alto y 8,66 m de diámetro. Los paraguas se convirtieron en una gran atracción turística, algunas personas los utilizaron para hacer picnics y otras, incluso, los usaron como altares de boda.
Dos obreros fallecieron durante la construcción de la obra. Una mujer, Lori Keevil-Mathews, murió cuando uno de los paraguas de 220 kg la golpeó contra una roca empujado por una racha de viento. Y un hombre, Masaaki Nakamura, de 51 años, fue electrocutado cuando la grúa que operaba entró en contacto con una línea de alto voltaje mientras retiraba las sombrillas.

### El Edificio del Reichstag
Después de los "Paraguas", Christo y su esposa se concentraron en envolver el edificio del Reichstag en Alemania. Con el apoyo de la presidenta parlamentaria, Rita Süssmut, la pareja se esforzó para convencer a los miembros del Parlamento, yendo de oficina en oficina, enviando cartas a cada uno de los 622 diputados y realizando innumerables llamadas telefónicas para negociar. El 25 de febrero de 1995, luego de largas discusiones, el Bundestag autorizó la ejecución del proyecto.
Más de 10 ha de tela de polipropileno resistente al fuego, cubierta por una capa de aluminio, y 15'6 km de cuerda fueron necesarios. El edificio comenzó a ser envuelto el 17 de junio de 1995 y una semana después estaba listo. El espectáculo fue contemplado por 5 millones de visitantes antes de ser retirado el 7 de julio de ese mismo año.

### Verhüllte Bäume (Árboles Cubiertos)
Entre el 13 de noviembre y el 14 de diciembre de 1998, Christo y Jeanne-Claude envolvieron 178 árboles en el Parque Berower de la Fundación Beyeler en Riehen, al noroeste de Basilea, Suiza. Para cubrirlos, la pareja utilizó 5,5 ha de un brillante poliéster color plata y 23 km de soga. Las ramas de los árboles empujaban la tela creando formas únicas en cada uno de ellos. El tamaño de la obra variaba de 2 a 25 m de altura y de 1 a 15 m de ancho, dependiendo del volumen de las copas. Tal como anteriores proyectos, fue financiado con la venta de piezas originales. Todo el material usado en los "Árboles Cubiertos" fue reciclado cuando la obra fue desmontada.

### Wrapped Snoopy House (Casa de Snoopy Envuelta)
En 1978, Charles M. Schulz dibujó un episodio de su tira cómica Peanuts, donde la casa del protagonista, Snoopy, había sido envuelta en tela por Christo. En respuesta, Christo construyó una casa para perros y la cubrió de tela, para posteriormente presentarla en el Museo Charles M. Schulz en el año 2003.

### The Gates (Las Entradas)

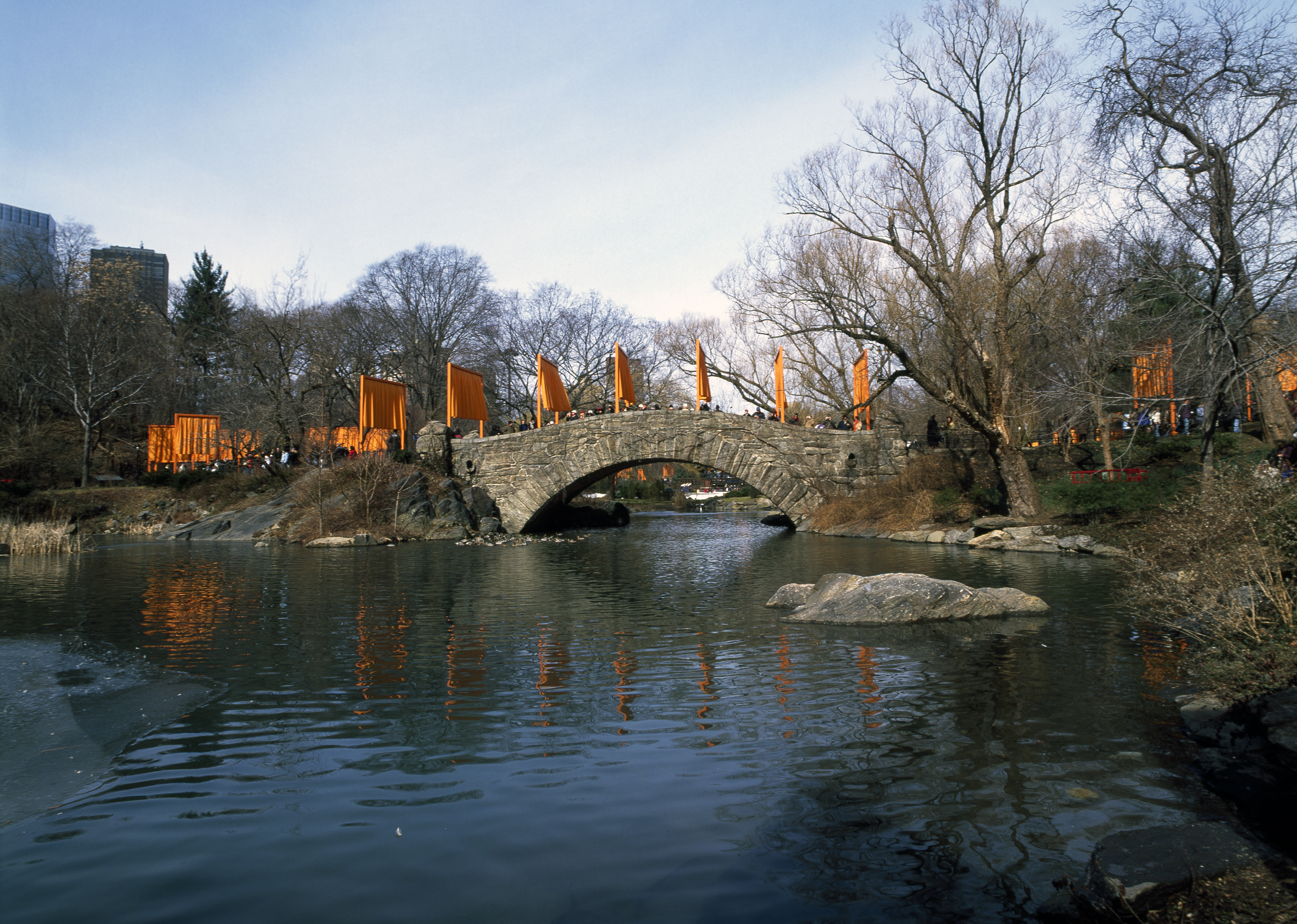
"The Gates" en el Central Park de Nueva York.

El 3 de enero de 2005, comenzó la instalación del proyecto más extenso de las pareja, "The Gates", en el Central Park de Nueva York. Christo y Jeanne-Claude también bautizaron la obra como "The Gates, Central Park, Nueva York, 1979-2005" haciendo referencia al tiempo trascurrido desde la primera vez que pidieron el permiso a las autoridades, hasta que el proyecto fue aprobado por el alcalde de la ciudad, Michael Bloomberg. "The Gates" fue inaugurado el 12 de febrero de 2005 y fue clausurado dos semanas después. Un total de 7.053 "entradas" fueron fabricadas con un material de color amarillo azafrán y fueron instaladas en los senderos del parque. Medían 5 metros de alto y, combinados, tenían un ancho de 37 kilómetros.
El valor del proyecto se estimó en $21 millones (dólares estadounidenses) que fueron reunidos completamente por Christo y Jeanne-Claude. Para financiar la obra, la pareja debió vender piezas artísticas de las décadas 1950 y 1960, estudios, dibujos, collages y fotografías originales de sus anteriores trabajos. No aceptaron ningún patrocinio, ni siquiera la ciudad de Nueva York tuvo que proveer fondos. Christo y Jeanne-Claude donaron a "Nurture New York's Nature Inc." todas las ganancias producidas por los souvenirs que se vendieron, tales como postales, camisetas y afiches. Para prevenir el vandalismo, unos 600 empleados repartieron a los visitantes cerca de 1 millón de trozos de tela de 7 cm² cada uno. Estos empleados también entregaban información a los espectadores acerca del proyecto.

### Barrels and the Mastaba
El proyecto "Barrels and the Mastaba" consiste en una mastaba de 20 metros de alto, construida con 7.506 barriles de aceite apilados. Los barriles tienen una capacidad de 55 galones y serán de diferentes colores para asemejarse a un mosaico.
La obra fue planeada por Christo y su esposa desde el año 1977. En un principio sería realizada en los Emiratos Árabes Unidos, en una fecha desconocida. Pero finalmente en 2018 en Londres, esta fue la primera obra del matrimonio realizada en Reino Unido.
La obra situada en Serpentine Lake del Hyde Park de Londres, se realizó con 7.506 barriles apilados, pintados de rojo, azul, morado y blanco, los cuales estaban anclados a una plataforma flotante.
La obra estuvo expuesta del 19 de junio al 9 de septiembre de 2018.

### L'Arc de triomphe, Wrapped
Después de sesenta años de los primeros bocetos hechos por Christo, la instalación tuvo lugar entre el 18 de septiembre al 3 de octubre de 2021.

## Proyectos no realizados
Diversas ideas de Christo y Jeanne-Claude nunca han sido realizadas, principalmente, por carecer de permisos. Entre ellas, las que se llevarían a cabo en la Puerta de Alcalá en Madrid, la estatua de Cristóbal Colón en Barcelona (1977), el Muro de Diez Millones de Barriles de Petróleo para el Canal de Suez (1972), el Museo de Arte Moderno de Nueva York (1968) y el Puente Alejandro III en París (1977).

### Over The River (Sobre el Río)
Christo y Jeanne-Claude anunciaron que el próximo proyecto, titulado "Over The River", será construido en el río Arkansas, cerca de Cañón City, Colorado. Los planes del trabajo contemplan la suspensión de más de 10 km de tela reflectante traslúcida, afirmada por cables de acero anclados a la orilla del río. La instalación permanecerá dos semanas mientras el río esté abierto al público para la recreación.
Christo y Jeanne-Claude concibieron inicialmente "Over The River" en 1985, cuando envolvían el Puente Nuevo y un trozo de tela cayó sobre el río Sena. Durante los años 1992 y 1995, los artistas buscaron las localizaciones adecuadas, considerando cerca de 89 ríos. Eligieron el río Arkansas porque sus orillas eran lo suficientemente altas como para que la gente que navega en balsas pudiera disfrutar del río y de la obra al mismo tiempo. Christo y Jeanne-Claude ya han gastado cerca de $2 millones (dólares estadounidenses) probando telas en túneles de viento, en estudios ambientales e ingeniería de diseño. Tal como en proyectos pasados, "Over The River" será financiado completamente por la pareja, a través de la venta de dibujos que Christo realizó en su preparatoria y modelos a escala.